# Folkare MK
Folkare Motorklubb är en motorklubb som bildades den 16 februari 1937. Ungefär samtidigt förvärvades mark i Nordanö, beläget mellan Jularbo och Krylbo. Klubben avsåg att bygga ett motorstadion på området.
Krigsåren gjorde att det tog lång tid att förverkliga den ambitionen, men den stod klar 1948. Den kunde då invigas med en dirt-tracktävling den 17 oktober 1948, som vanns av Gunnar Hellqvist, Nyköpings MS.
Folkareloppet, den första motocrosstävling som förts i Sverige, genomfördes på åsen och grustagen i Mästerbo den 25 augusti 1946, Hans Landers vann. Den på förhand tippade vinnaren Jarlebo gick omkull och föll bort.
De huvudsakliga grenarna inom sporten har varit speedway, motocross samt enduro. Vidare bilsport, som skildes från klubben i slutet av sextiotalet. Senare blev även speedway en egen klubb vid namn Avesta SK.
Nordanö Motorstadion inrymde inte crossbana, så klubben blev tvungna att anordna sådana tävlingar på flera ställen, bl.a. Grytnäsbanan i Germundsbo, Dalsberga samt i ett grustag i Brovallen.
Speedwaytävlingarna kom sedan att köras på Avestavallen. Men där blev bullerstörningarna så stora att tävlingarna omintetgjordes.
Efter sammanslagningen 1966 till storkommunen Avesta kommun, ställdes kravet på nytt, om mark till ersättning av det förlorade området i Nordanö. Efter diverse överklaganden och bytesaffärer, ställde kommunen mark och pengar till förfogande, vilket resulterade i den anläggning som Folkare motorklubb nu förvaltar i Brovallen, och följdriktigt heter Avesta Motorstadion.
Björne Carlsson, världsmästare i enduro, är Folkare MK:s förmodligen mest kända förare.